# Bogura (Distrikt)
Der Distrikt Bogura, bis 2018 Bogra, (Bengalisch: বগুড়া জেলা, Bogura Jelā; Englisch: Bogra district) ist eine Verwaltungseinheit im nördlichen Bangladesch, die innerhalb der Division Rajshahi liegt. Die Hauptstadt heißt Bogra. Der Distrikt hat 3.400.874 Einwohner (Volkszählung 2011).

## Geografie
Der 2898,68 km² große Distrikt Bogura grenzt im Norden an die Distrikte Gaibandha und Jaipurhat, im Osten an die Distrikte Jamalpur und Sirajganj, im Süden an die Distrikte Sirajganj und Natore und im Westen an die Distrikte Naogaon und Jaipurhat.

### Klima
Die Temperaturen schwanken zwischen 11,9 und 34,6 °Celsius. Die durchschnittliche jährliche Regenmenge beträgt 1610 mm und die durchschnittliche Luftfeuchtigkeit beträgt über 70 %. In den Monaten von November bis März fällt wenig Regen. Juni, Juli und August sind die Monate mit dem meisten Regen.

## Geschichte
Im Mittelalter war es Teil verschiedener kleiner Königreiche, die teils buddhistisch, teils hinduistisch geprägt waren. Zuerst war es Teil des Königreichs Kamarupa, dann ab 750 des Königreichs Pala und ab 1120 Teil des Sena-Reichs. Vom 12. Jahrhundert an versuchten muslimische Armeen die Gegend zu erobern, was zwischen 1204 und 1303 gelang. Es gehörte zuerst zum Sultanat von Delhi, später zum Sultanat von Bengalen und danach zum Mogulreich. Ab 1765 gehörte es zu Britisch-Indien als Teil der Dhaka-Division. Die Verwaltungseinheit Bogra entstand 1821. Von 1947 bis 1971 war der Distrikt Teil von Ost-Pakistan in der Republik Pakistan. Im Jahr 1983 entstand der Distrikt durch die Teilung des bisherigen Distrikts in die beiden Distrikte Bogra und Jaipurhat in seinem heutigen Umfang. Bogra wurde 2018 in Bogura umbenannt.
Der Distrikt Bogra war Teil des alten Königreichs Pundravardhana und die Ruinen von Mahasthangarh, der alten Hauptstadt von Pundravardhana, liegen nördlich der Stadt Bogra.

## Bevölkerung

### Bevölkerungsentwicklung
Wie überall in Bangladesch wächst die Einwohnerzahl im Distrikt seit Jahrzehnten stark an.

### Altersstruktur
Wie überall in Bangladesch ist die Bevölkerung im Durchschnitt sehr jung. Das Durchschnittsalter lag bei der letzten Volkszählung 2011 bei 24,97 Jahren bei steigender Tendenz.
Bei der Volkszählung im Jahr 2011 ergab sich folgende Altersstruktur:
| Alter                                        | 0–9 Jahre | 10–19 Jahre | 20–29 Jahre | 30–39 Jahre | 40–49 Jahre | 50–59 Jahre | 60–69 Jahre | 70–79 Jahre | 80 Jahre und mehr |
| Anzahl                                       | 695.205   | 627.671     | 656.032     | 523.136     | 393.985     | 240.839     | 153.259     | 75.300      | 35.447            |
| Anteil                                       | 20,44 %   | 18,46 %     | 19,29 %     | 15,38 %     | 11,58 %     | 7,08 %      | 4,51 %      | 2,21 %      | 1,04 %            |
| Quelle: Zila Bogura, Tabelle PT-05, Seite 19 |           |             |             |             |             |             |             |             |                   |

### Bedeutende Orte
Einwohnerstärkste Ortschaft innerhalb des Distrikts ist der Distriktshauptort Bogra mit 400.983 Bewohnern. Weitere Städte (Towns) sind Dhunat, Dhupchanchia, Gabtali, Kahalo, Nandigram, Santahar, Sariakandi, Sherpur, Shibganj und Sonatala. Die städtische Bevölkerung macht nur 14,17 Prozent der gesamten Bevölkerung aus. Die Orte haben folgende Einwohnerzahlen (aus Darstellungsgründen ohne die Stadt Bogra):

## Bildung
Es gibt eine Universität im Distrikt und mehrere Colleges. Zum staatlichen Bildungswesen gehören noch die Primarschulen und Sekundarschulen. Daneben gibt es Privatschulen und wenige Religionsschulen (Medressen).
Dennoch befindet sich der Bildungsstand auf tiefem Niveau. Nur 63,02 Prozent der 5-9-Jährigen und 84,08 Prozent der 10-14-Jährigen besuchten (2011) die Schule. Eher ungewöhnlich für die Region ist die Tatsache, dass prozentual mehr Mädchen wie Jungen zur Schule gehen.
Am Ende der Kolonialzeit bestand fast die gesamte Bevölkerung aus Analphabeten. Dies änderte sich in der Zeit als das Gebiet Teil von Ost-Pakistan war, nur wenig. Trotz bedeutender Anstrengungen ist das Ziel der vollständigen Alphabetisierung noch weit entfernt. Dazu kommen gewaltige Unterschiede. Während bei den Männern in den Städten fast 7 von 10 lesen und schreiben können, ist dies bei den Frauen auf dem Land bei knapp über 40 % der Fall. Doch seit 1991 wächst die Alphabetisierung rasch. Die Entwicklung zeigt folgende Tabelle:
| Alphabetisierung im Distrikt Bogura                                                         |                   |                   |                   |                   |
| Einheit                                                                                     | Volkszählung 1991 | Volkszählung 2001 | Volkszählung 2011 | Volkszählung 2011 |
| Einheit                                                                                     | Anteil            | Anteil            | Anzahl            | Anteil            |
| GESAMT                                                                                      | 28,41 %           | 42,89 %           | 1.448.450         | 49,38 %           |
| Männer                                                                                      | 35,40 %           | 47,99 %           | 776.377           | 52,86 %           |
| Frauen                                                                                      | 21,00 %           | 37,53 %           | 672.073           | 45,89 %           |
| STADT GESAMT                                                                                | 51,98 %           | 63,03 %           | 389.687           | 66,37 %           |
| Stadt-Männer                                                                                | 58,57 %           | 68,29 %           | 213.385           | 69,74 %           |
| Stadt-Frauen                                                                                | 44,46 %           | 57,02 %           | 176.302           | 62,69 %           |
| LAND GESAMT                                                                                 | 25,26 %           | 39,80 %           | 1.058.763         | 45,13 %           |
| Land-Männer                                                                                 | 32,19 %           | 44,74 %           | 562.992           | 48,42 %           |
| Land-Frauen                                                                                 | 18,01 %           | 34,69 %           | 495.771           | 41,90 %           |
| Quelle: Zila Bogura bei der Volkszählung 2011, Tabellen PT-15, Seite 23 und P-07, Seite 253 |                   |                   |                   |                   |

Die höchsten Bildungseinrichtungen sind:
- Pundra University of Science & Technology
- Bogra Zilla School
- Bogra Cantonment Public School and College
- Bogra Polytechnic Institute
- Government Azizul Haque College
- Government Mustafabia Alia Madrasha
- Shaheed Ziaur Rahman Medical College
- Bogra Govt. College
- Govt. Shah-Sultan College
- Bogra Govt. Mujibur Rahman Mahila College
- Kahaloo University College
- Bogra Govt. Girls’ High School
- Bogra Armed Police Battalion Public School And college
- Police Lines School and College, Bogra

## Verwaltung
Der Distrikt Bogura ist in zwölf so genannte Upazilas unterteilt: Adamdighi, Bogra Sadar, Dhunat, Dhupchanchia, Gabtali, Kahalo, Nandigram, Santahar, Sariakandi, Shajahanpur, Sherpur, Shibganj und Sonatala. Innerhalb dieser Verwaltungsunterteilung gibt es elf selbstverwaltende Städte (municipality), 110 Union Parishads (Dorfräte) und 2618 Dörfer.

## Wirtschaft
Von den Erwerbstätigen arbeitet die Mehrheit in der Landwirtschaft. Insgesamt gibt es (2011) 2.705.669 Personen, die älter als 10 Jahre alt sind. Von diesen sind 659.685 Personen in der Schule oder nicht erwerbstätig, 21.996 Menschen auf Arbeitssuche und 990.953 Menschen arbeiten in einem Haushalt. 1.033.035 Personen sind in einer bezahlten Erwerbstätigkeit. Davon arbeiten 615.360 (=59,6 Prozent) Personen in Landwirtschaft und Fischerei, 114.291 in der Industrie und 303.384 Menschen im Bereich Dienstleistungen.